# Gare de La Hisse
Gare de La Hisse vasútállomás Franciaországban, Saint-Samson-sur-Rance településen.

## Vasútvonalak
Az állomást az alábbi vasútvonalak érintik:
- Lison–Lamballe-vasútvonal

## Kapcsolódó állomások
A vasútállomáshoz az alábbi állomások vannak a legközelebb:
- Gare de Dinan (Gare de Lamballe, Lison–Lamballe-vasútvonal)
- Gare de Pleudihen (Gare de Lison, Lison–Lamballe-vasútvonal)